# Ladyžyn
Ladyžyn (ukrajinsky Ладижин; rusky Ладыжин, Ladyžin; polsky Ładyżyn) je město ve Vinnycké oblasti na Ukrajině. Leží v blízkosti Ladyžynské přehrady na Jižním Bugu a žije v něm přibližně 22 tisíc obyvatel.